# 7 giorni per cambiare
7 giorni per cambiare (The Longest Week) è un film del 2014 diretto da Peter Glantz.
Commedia scritta dallo stesso Glantz con Juan Iglesias, con protagonisti Jason Bateman e Olivia Wilde. La vita di un giovane benestante cambierà in una settimana.

## Trama
All'età di 11 anni i genitori di Conrad Valmont partono per Parigi per una "vacanza" ventennale e lasciano il figlio nelle mani dello staff del loro lussuoso hotel. 
All'età di trent'anni Conrad  ha una vita fantastica, è circondato da donne e vive nel benessere ma i suoi genitori decidono di divorziare e ciò lo porta ad una nuova realtà. Conrad si ritrova povero, sfrattato dall'hotel e con in tasca solo un prestito di 200 dollari del suo analista. Si trasferisce così dall'amico Dylan e incontra Beatrice, la ragazza dei suoi sogni che, sfortunatamente, sta uscendo con Dylan. 
Conrad dovrà destreggiarsi tra la fedeltà all'amico e il sogno di una grande storia d'amore, il tutto mentendo sulla sua situazione economica.